# 狩鹿野インターチェンジ
狩鹿野インターチェンジ（かるがのインターチェンジ）は、石川県かほく市にある国道159号・国道249号津幡バイパスのインターチェンジ。

## 概要
- 津幡方面のみ流出入可能なハーフインターチェンジである。道路地図などでは羽咋方面の流出入も可能なフルインターチェンジと記載されている場合もあるが、羽咋方面のランプウェイは緊急車両のみ流出入可能となっており、一般車両は隣の能瀬ICを利用することとなる。

## 歴史
- 2004年（平成16年）3月20日：白尾西IC～舟橋JCT間の供用開始により開通。

## 道路
- 国道159号・国道249号 津幡バイパス

## 接続する道路
※市道を経て、
- 河北縦断道路

## 周辺
- 河北潟干拓地
- うのけ総合公園
- 金沢カントリークラブ
- イオンモールかほく

## 隣
国道159号・国道249号 津幡バイパス
内日角IC - 狩鹿野IC - 能瀬IC